# Wire Train Bus
Wire Train Bus (WTB), je Fieldbus, která tvoří spolu s Multifunction Vehicle Bus (MVB) vlakovou komunikační síť – Train Communication Network (TCN). Je používána u kolejových, zejména železničních vozidel pro zajištění komunikace mezi vozidly zařazenými v jedné soupravě.

## Vznik a vývoj

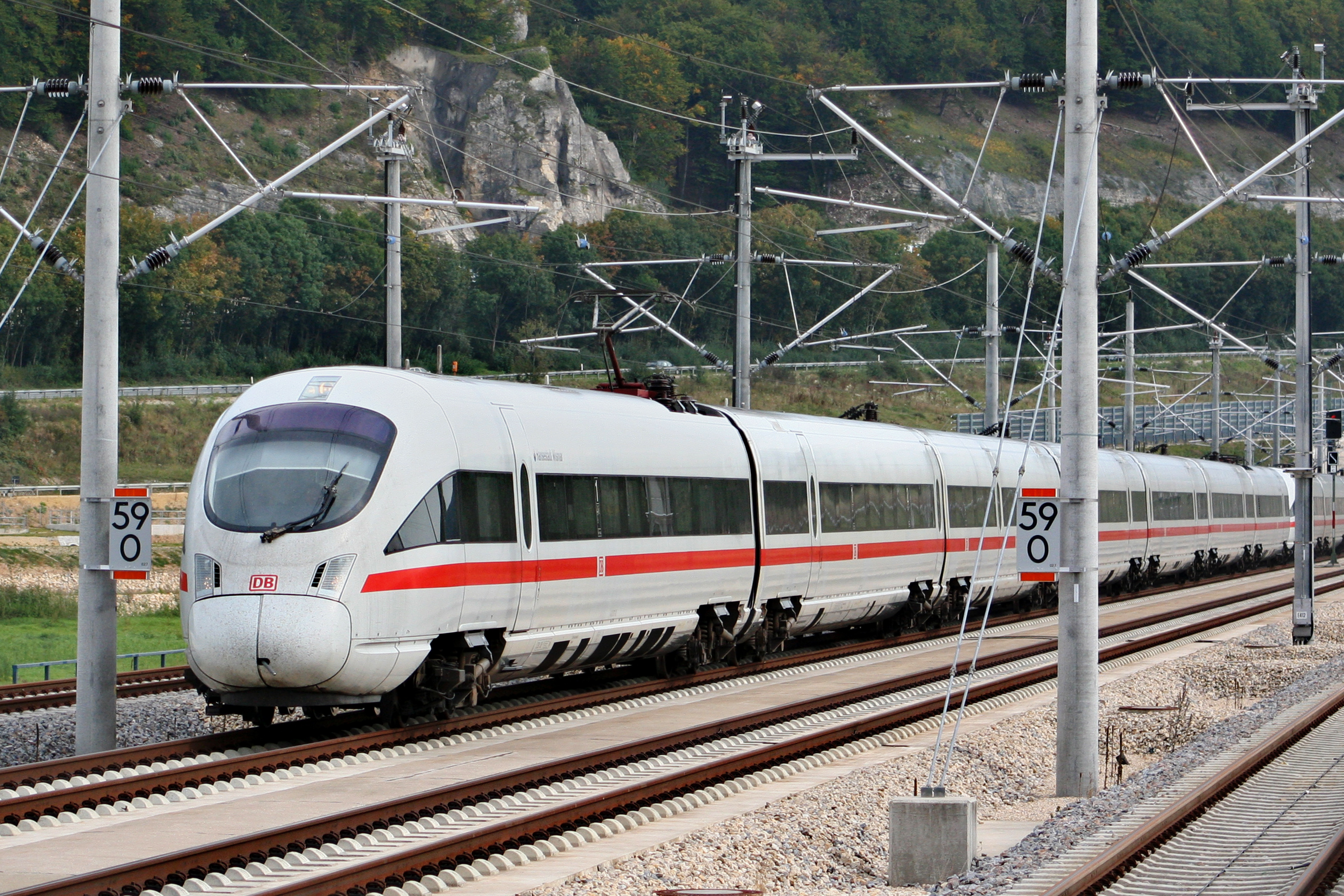
Jednotky ICE-T komunikující po WTB

Pro zvýšení produktivity železniční dopravy se v osobní dopravě ve stále větší míře namísto klasických souprav složených z lokomotiv a vozů používá elektrických a motorových jednotek a vratných souprav s řídicími vozy. V nákladní dopravě nahrazuje vícečlenné řízení (spojení dvou nebo více lokomotiv ovládaných z jednoho stanoviště) dříve používané přípřeže, čímž dochází k úsporám strojvedoucích.
U drážních vozidel se stále více využívají mikroprocesorové řídící jednotky k regulaci nejen pohonu, ale i topení, klimatizace, osvětlení, měničů palubní sítě, vlakového rozhlasu, záchodů, dveří a dalších zařízení. V určitém okamžiku se začalo jevit technicky zvládnutelné a účelné veškeré tyto samostatné jednotky propojit do sítě, která by umožňovala kromě přenosu povelů dálkového ovládání hnacího vozidla a jeho diagnostiky i ovládání a diagnostiku všech dalších zařízení z jednoho nebo více míst v soupravě. To byl impuls k vývoji WTB.
V současné době (2010) je WTB standardizována normou IEC 61375 a vyhláškou UIC 556.

## Popis funkce

### Sestava sítě v rámci soupravy vlaku
V rámci vlaku je WTB tvořena dvěma páry vodičů, každý z nich je vázán k jedné straně vozidla. Má-li být vozidlo připojeno k WTB, musí být vybaveno vlastním komunikačním uzlem – tzv. Gateway. Tento komunikační uzel může být společný i pro více sousedících vozidel, která jsou připojena prostřednictvím MVB. Všechna vozidla soupravy však musí být vybavena minimálně průběžným vedením WTB.

#### Možné stavy gateway
- vypnuto – na vozidle není dostatečné napětí palubní sítě, vodiče WTB mezi oběma konci vozidla jsou v gatewayi pouze propojeny
- sleeping mode – gateway je připojena k WTB a je připravena přijmout signál k inauguraci
- inaugurace – stav, kdy je jedna gateway přepnuta do režimu master a dochází k setavení komunikace v rámci všech spojených vozidel, jednotlivé gatewaye nacházejí svoji pozici ve vlaku a orientaci vpřed-vzad a vpravo-vlevo
- provoz – dochází k výměně dat předepsaným způsobem

### Struktura telegramů
Soubory dat přenášené po WTB – takzvané telegramy mají strukturu danou vyhláškou UIC 556. Telegramy se dělí na dva druhy:
- R – tyto telegramy s pevnou strukturou jsou přenášeny každých 100 ms do všech vozidel. Každé vozidlo přijme pouze data, která se ho týkají, jiná ignoruje. Telegramy jsou rozděleny na tzv. oktety. Vyhláška uvádí 3 druhy R telegramů:
  - R1 – 2 oktety hlavička, 38 oktetů informace pro vozy (shodné s R3), 88 oktetů povely z řídícího vozidla
  - R2 – 2 oktety hlavička, 38 oktetů informace pro vozy (shodné s R3), 88 oktetů zprávy z hnacích vozidel v soupravě
  - R3 – 2 oktety hlavička, 38 oktetů informace pro vozy

Každý z uvedených typů telegramů obsahuje část mezinárodně definovanou a část národní, kterou může každá železniční správa využít po svém
- E – telegramy příležitostné – tyto telegramy jsou vysílány podle potřeby, a to mezi dvěma vozidly, mezi skupinou vozidel dle typu anebo všem vozidlům ve vlaku. Oslovené vozidlo přitom musí odpovědět předepsaným způsobem vozidlu, které telegram vyslalo. Toto vozidlo si kontroluje, jestli odpověď došla v předepsaném čase i formě

## Zavádění do praxe

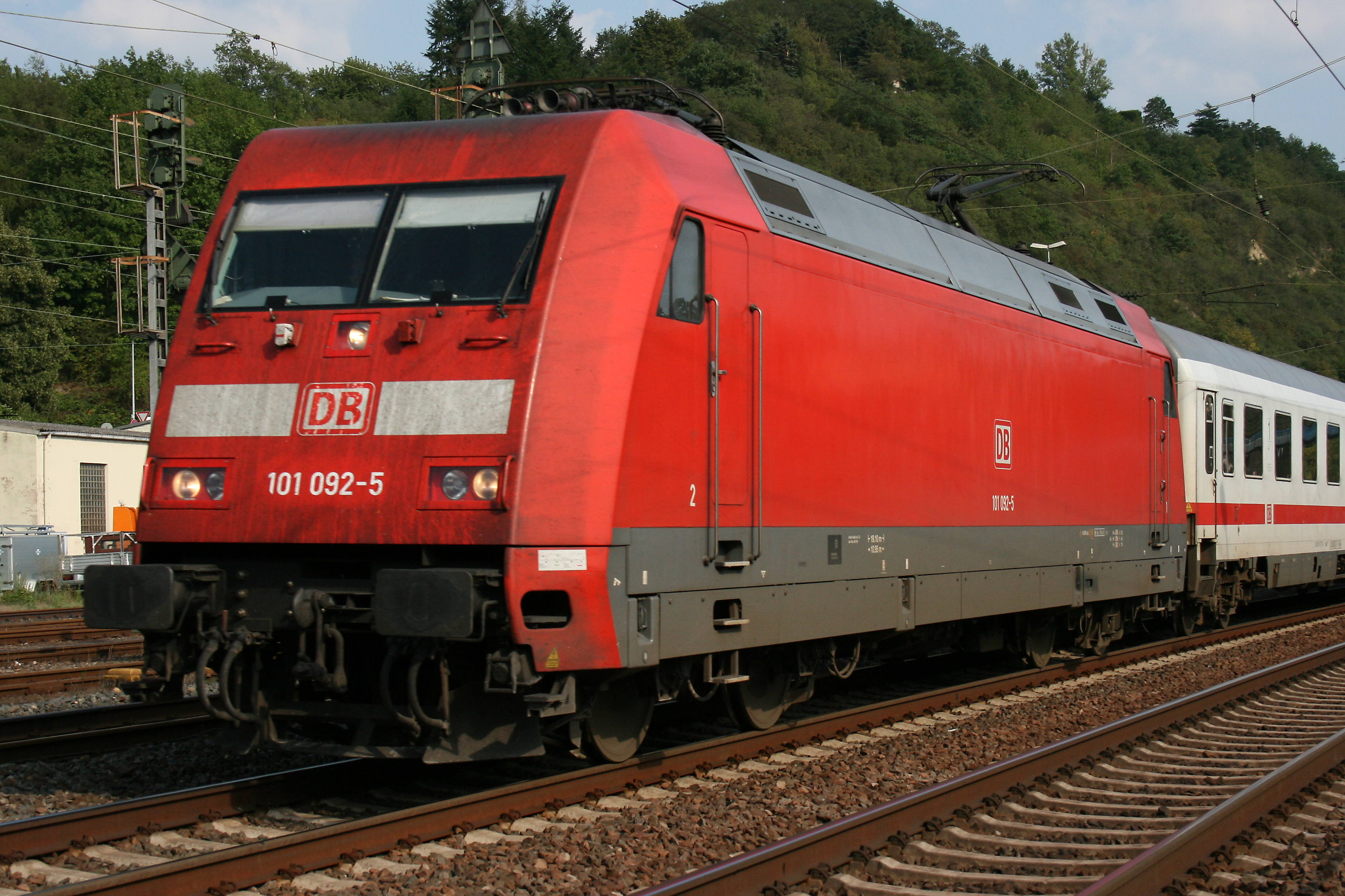
Lokomotiva ř. 101 s IC řízeným WTB

Pravděpodobně nejdále jsou se zaváděním WTB Rakouské dráhy (ÖBB). Tuto sběrnici zavedly prakticky na všech hnacích vozidlech a osobních vozech. Tamější využití má však jedno specifikum – veškerá komunikace se odehrává pouze v národních bitech, takže obecně nejsou tato vozidla kompatibilní s jinými vozidly komunikujícími po WTB.
U německých drah (DB AG) je WTB zaváděna především u moderních a modernizovaných vozidel, zvláště u jednotek se samočinnými spřáhly – ICE 3, ICE-T, ICE-TD a u motorových jednotek řad 640 – 644. Dále se používá u vratných souprav s lokomotivami řady 101. WTB je dokonce používána i u stuttgartských tramvají.
U vozidel vybavených standardním spřahovacím ústrojím se používá k propojení WTB 18-žilové vedení podle vyhlášky UIC 558 – vodiče 17 a 18, přičemž musejí být na každém čele propojeny oba kabely.